# مبدل فراصوت
مبدل فراصوت یا تراگذار فراصوتی (به انگلیسی: ultrasonic transducer) نقش تولید امواج مکانیکی و تبدیل انرژی الکتریکی به مکانیکی را دارد. برای تبدیل نوسانات الکتریکی به ارتعاشات مکانیکی دو روش وجود دارد:
- استفاده از خاصیت پیزو الکتریکی کریستال‌ها
- روشی مغناطیسی با استفاده از سیم پیچ‌ها

یک مبدل (به انگلیسی: transducer) فراصوت پیزوالکتریک، به صورت ساده یک کریستال پرس شده بین دو تسمه از جنس قلع یا مس و.. است. پوشش فلزی بسیار نازک دو طرف برای ورود الکتریسیته به بلور سرامیکی یا خروج الکتریسیته تولید شده از آن، در نظر گرفته می‌شود.

## انواع مبدل‌های فراصوت
- مبدل‌های پیزوالکتریک ساندویچی

مبدل ساندویچی که بسیاری اوقات مبدل لانگوین نامیده می‌شود، ساختار ارتعاشی نیم موجی است که در راستای ضخامت نوسان می‌کند (طولی، محوری). این مبدل اولین استفاده از مواد سرامیکی برای کاربردهای اولتراسونیک با فرکانس پایین و محدوده فرکانس باریک بود.

## کاربرد
- عملیات اتصال: جوشکاری مواد غیر هم جنس، دوختن، آب‌بندی، لحیم کاری.
- کمک به عملیات ماشینکاریتی: در تراشکاری، فرزکاری، سوراخکاری و سنگ زنی
- عملیات ماشینکاری: سوراخکاری، حفره زنی و ایجاد سطوح آزاد با کمک فناوری CNC بر روی مواد ترد
- کمک به عملیات شکل دهی: در آهنگری، ریخته‌گری مداوم، اکستروژن و کشش عمیق
- کمک به فرایندهای نوین تولید: در ماشینکاری الکتروشیمیایی، لیزر و تخلیه الکتریکی برای بهبود خواص سطحی و افزایش نرخ باربرداری عملیات فیزیکی و شیمیایی: ایجاد واکنش شیمیایی و فیزیکی، تسریع واکنش‌ها، کاهش آلودگی، عملیات بر روی اضافات سمی، آماده‌سازی سنگ معدن جهت ذوب و تصفیه، همگن سازی، امولوسیون سازی، انحلال، گاز زدایی، پراکنده‌سازی کلوئیدی
- عملیات شستشو: شستشوی قطعات ظریف یا مستحکم، با زدودن چربی‌ها، گرد و خاک و سایر آلودگی‌ها و تا اندازه‌ای رفع پلیسه‌های ظریف از لبه‌ها
- پزشکی: جراحی توسط چاقوی اولتراسونیک؛ تخریب سلول‌های بدخیم؛ عمل آب مروارید چشم؛ پیشگیری از پوسیدگی، جرم‌گیری و عصب کشی دندان ها؛ شکستن سنگ کلیه، مثانه و کبد؛ برداشتن چربی اضافی بدن (لیپوساکشن)؛ برداشتن بافت‌های مرده و مواد خارجی زخم و نیز در سونوگرافی

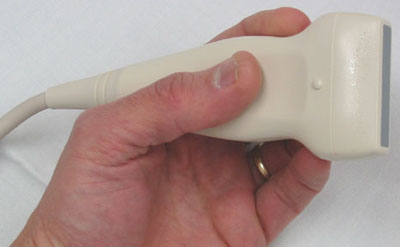
نمایی از یک‌نوع مبدل فراصوت آرایه خطی، مورد استفاده در سونوگرافی پزشکی

- عملیات آئروسول: رطوبت سازی، خشک کردن افشانه‌ای، سرد سازی با تبخیر، احتراق بهتر سوخت از طریق اتمیزه کردن آن